# Laminacauda pacifica
Laminacauda pacifica är en spindelart som först beskrevs av Lucien Berland 1924.  Laminacauda pacifica ingår i släktet Laminacauda och familjen täckvävarspindlar.
Artens utbredningsområde är Juan Fernández-öarna. Inga underarter finns listade i Catalogue of Life.